# Вииторул (стадион)
«Вииторул» (рум. Stadionul Viitorul) — многофункциональный стадион в Овидиу, Румыния, домашняя арена клуба «Фарул». Используется в основном для проведения футбольных матчей.

## Ссылка
- О стадионе на официальном сайте ФК «Вииторул» Архивировано 4 марта 2016 года.